# 200 mètres nage libre masculin aux championnats du monde de natation 2023
Cet article traite de l'épreuve masculine. Pour la compétition féminine, voir 200 mètres nage libre féminin aux championnats du monde de natation 2023.
Le 200 mètres nage libre masculin est une épreuve de natation sportive des championnats du monde de natation 2023. Elle a lieu les 24 et 25 juillet 2023 à Fukuoka au Japon.

## Records
Avant cette compétition, les records dans cette discipline étaient :
| Record du monde       | 1 min 42 s | Paul Biedermann | 28 juillet 2009 | Rome, Italie |
| Record du championnat | 1 min 42 s | Paul Biedermann | 28 juillet 2009 | Rome, Italie |

## Résultats détaillés
Les 16 meilleurs temps se qualifient pour les demi-finales (Q), puis les 8 meilleurs demi-finalistes passent en finale (F).

### Séries
| Rang | Série | Ligne | Nageur                 | Pays | Temps         | Commentaire |
| ---- | ----- | ----- | ---------------------- | --- | ------------- | ----------- |
| 1    | 7     | 3     | Luke Hobson            | États-Unis | 1 min 45 s 69 | Q           |
| 2    | 8     | 5     | Matthew Richards       | Grande-Bretagne | 1 min 45 s 82 | Q           |
| 3    | 8     | 4     | David Popovici         | Roumanie | 1 min 45 s 86 | Q           |
| 4    | 7     | 5     | Thomas Dean            | Grande-Bretagne | 1 min 46 s 02 | Q           |
| 5    | 7     | 2     | Lee Ho-joon            | Corée du Sud | 1 min 46 s 21 | Q           |
| 6    | 6     | 3     | Kieran Smith           | États-Unis | 1 min 46 s 38 | Q           |
| 7    | 7     | 1     | Lucas Henveaux         | Belgique | 1 min 46 s 40 | Q           |
| 8    | 6     | 5     | Katsuhiro Matsumoto    | Japon | 1 min 46 s 44 | Q           |
| 9    | 6     | 6     | Fernando Scheffer      | Brésil | 1 min 46 s 45 | Q           |
| 10   | 8     | 3     | Felix Auböck           | Autriche | 1 min 46 s 48 | Q           |
| 11   | 6     | 4     | Pan Zhanle             | Chine | 1 min 46 s 49 | Q           |
| 12   | 6     | 8     | Alexander Graham       | Australie | 1 min 46 s 58 | Q           |
| 13   | 6     | 2     | Marco De Tullio        | Italie | 1 min 46 s 69 | Q           |
| 13   | 7     | 4     | Hwang Sun-woo          | Corée du Sud | 1 min 46 s 69 | Q           |
| 13   | 8     | 7     | Rafael Miroslaw        | Allemagne | 1 min 46 s 69 | Q           |
| 16   | 8     | 6     | Antonio Djakovic       | Suisse | 1 min 46 s 70 | Q           |
| 17   | 8     | 2     | Danas Rapšys           | Lituanie | 1 min 46 s 87 |             |
| 17   | 8     | 8     | Hadrien Salvan         | France | 1 min 46 s 87 |             |
| 19   | 6     | 0     | Jorge Iga Cesar        | Mexique | 1 min 46 s 89 |             |
| 20   | 6     | 7     | Kai Taylor             | Australie | 1 min 46 s 94 |             |
| 21   | 7     | 7     | Denis Loktev           | Israël | 1 min 47 s 08 |             |
| 22   | 8     | 9     | Robin Hanson           | Suède | 1 min 47 s 09 |             |
| 23   | 8     | 1     | Nándor Németh          | Hongrie | 1 min 47 s 11 |             |
| 24   | 6     | 1     | Stefano di Cola        | Italie | 1 min 47 s 27 |             |
| 25   | 5     | 3     | Kamil Sieradzki        | Pologne | 1 min 47 s 34 |             |
| 26   | 5     | 6     | Alfonso Mestre         | Venezuela | 1 min 47 s 36 |             |
| 27   | 5     | 5     | Velimir Stjepanović    | Serbie | 1 min 47 s 93 |             |
| 28   | 7     | 9     | Kregor Zirk            | Estonie | 1 min 48 s 00 |             |
| 29   | 8     | 0     | Roman Fuchs            | France | 1 min 48 s 13 |             |
| 30   | 5     | 4     | Khiew Hoe Yean         | Malaisie | 1 min 48 s 18 |             |
| 31   | 7     | 0     | Dimitrios Markos       | Grèce | 1 min 48 s 84 |             |
| 32   | 7     | 8     | Hong Jinquan           | Chine | 1 min 48 s 93 |             |
| 33   | 5     | 1     | Glen Lim Jun Wei       | Singapour | 1 min 49 s 13 |             |
| 34   | 6     | 9     | Luis Dominguez Calogne | Espagne | 1 min 49 s 28 |             |
| 35   | 5     | 2     | Jovan Lekić            | Bosnie-Herzégovine | 1 min 49 s 54 |             |
| 36   | 4     | 5     | Joaquín Vargas         | Pérou | 1 min 49 s 85 |             |
| 37   | 4     | 1     | Frantisek Jablcnik     | Slovénie | 1 min 50 s 61 |             |
| 38   | 4     | 3     | Santiago Corredor      | Colombie | 1 min 50 s 68 |             |
| =39  | 4     | 2     | Pit Brandenburger      | Luxembourg | 1 min 51 s 27 |             |
| =39  | 4     | 4     | Wesley Roberts         | Îles Cook | 1 min 51 s 27 |             |
| 41   | 5     | 7     | Zac Reid               | Nouvelle-Zélande | 1 min 51 s 66 |             |
| 42   | 4     | 8     | Omar Abbass            | Syrie | 1 min 52 s 11 |             |
| 43   | 5     | 8     | Dulyawat Kaewsriyong   | Thaïlande | 1 min 52 s 24 |             |
| 44   | 4     | 6     | Righardt Muller        | Afrique du Sud | 1 min 52 s 25 |             |
| 45   | 3     | 2     | Loris Bianchi          | Saint-Marin | 1 min 53 s 10 |             |
| 46   | 5     | 0     | Hoàng Quý Phước        | Vietnam | 1 min 53 s 67 |             |
| 47   | 4     | 0     | Pavel Alovatki         | Moldavie | 1 min 54 s 19 |             |
| 48   | 5     | 9     | Baturalp Ünlü          | Turquie | 1 min 54 s 56 |             |
| 49   | 3     | 4     | Matheo Mateos          | Paraguay | 1 min 54 s 67 |             |
| 50   | 3     | 3     | Sauod Alshamroukh      | Koweït | 1 min 54 s 77 |             |
| 51   | 4     | 9     | Alberto Vega           | Costa Rica | 1 min 55 s 07 |             |
| 52   | 3     | 6     | Henrique Mascarenhas   | Algérie | 1 min 55 s 09 |             |
| 53   | 3     | 0     | Monyo Maina            | SMFWorld Aquatics : Suspended Member Federation (Membre d'une fédération suspendue) Membre d'une fédération suspendue | 1 min 55 s 28 |             |
| 54   | 1     | 3     | Artur Barseghyan       | Arménie | 1 min 55 s 69 |             |
| 55   | 2     | 0     | Lin Sizhuang           | Macao | 1 min 55 s 87 |             |
| 56   | 3     | 1     | Mauricio Ariass        | République dominicaine                                                                                                | 1 min 55 s 90 |             |
| 57   | 4     | 7     | Simon Doueihy          | Liban | 1 min 55 s 96 |             |
| 58   | 2     | 8     | Mahmoud Abu Garbieh    | Palestine | 1 min 56 s 37 |             |
| 59   | 2     | 4     | Nasir Yahya Hussain    | Népal | 1 min 57 s 26 |             |
| 60   | 3     | 7     | Ado Gargovic           | Monténégro | 1 min 57 s 81 |             |
| 61   | 3     | 8     | Clinton Opute          | Nigeria | 1 min 57 s 92 |             |
| 62   | 2     | 6     | Justino Pale           | Mozambique | 1 min 58 s 32 |             |
| 63   | 2     | 2     | Muhammad Siddiqui      | Pakistan | 1 min 58 s 36 |             |
| 64   | 3     | 3     | Mohammed Al Zaki       | Arabie saoudite | 1 min 58 s 96 |             |
| 65   | 1     | 1     | Ali Sadeq Alawi        | Bahreïn | 1 min 59 s 08 |             |
| 66   | 2     | 2     | Mal Gashi              | Kosovo | 1 min 59 s 20 |             |
| 67   | 1     | 1     | Hussein Suwaed         | Irak | 1 min 59 s 69 |             |
| 68   | 2     | 5     | Issa Al-Adawi          | Oman | 2 min 0 s 09  |             |
| 69   | 2     | 7     | Israel Poppe           | Guam | 2 min 2 s 57  |             |
| 70   | 2     | 9     | Diego Aranda           | Uruguay | 2 min 2 s 84  |             |
| 71   | 2     | 1     | Sangay Tenzin          | Bhoutan | 2 min 6 s 93  |             |
| 72   | 1     | 4     | Kyler Anthony Kihleng  | États fédérés de Micronésie                                                                                           | 2 min 7 s 89  |             |
| -    | 3     | 5     | Mark Ducaj             | Albanie | Forfait       | Forfait     |
| -    | 7     | 6     | Lukas Märtens          | Allemagne | Forfait       | Forfait     |

### Demi-finales
| Rang | Série | Ligne | Nageur              | Pays            | Temps         | Commentaire |
| ---- | ----- | ----- | ------------------- | --------------- | ------------- | ----------- |
| 1    | 2     | 5     | David Popovici      | Roumanie        | 1 min 44 s 70 | F           |
| 2    | 2     | 4     | Luke Hobson         | États-Unis      | 1 min 44 s 87 | F           |
| 3    | 1     | 1     | Hwang Sun-woo       | Corée du Sud    | 1 min 45 s 07 | F           |
| 4    | 1     | 5     | Thomas Dean         | Grande-Bretagne | 1 min 45 s 29 | F           |
| 5    | 1     | 4     | Matthew Richards    | Grande-Bretagne | 1 min 45 s 40 | F           |
| 6    | 2     | 3     | Lee Ho-joon         | Corée du Sud    | 1 min 45 s 93 | F           |
| 7    | 1     | 3     | Kieran Smith        | États-Unis      | 1 min 45 s 96 | F           |
| 8    | 1     | 2     | Felix Auböck        | Autriche        | 1 min 45 s 97 | Swim-off    |
| 8    | 1     | 6     | Katsuhiro Matsumoto | Japon           | 1 min 45 s 97 | Swim-off    |
| 10   | 2     | 1     | Marco De Tullio     | Italie          | 1 min 46 s 05 |             |
| 10   | 2     | 7     | Pan Zhanle          | Chine           | 1 min 46 s 05 |             |
| 12   | 2     | 8     | Rafael Miroslaw     | Allemagne       | 1 min 46 s 30 |             |
| 13   | 1     | 7     | Alexander Graham    | Australie       | 1 min 46 s 61 |             |
| 14   | 1     | 8     | Antonio Djakovic    | Suisse          | 1 min 46 s 66 |             |
| 15   | 2     | 6     | Lucas Henveaux      | Belgique        | 1 min 46 s 77 |             |
| 16   | 2     | 2     | Fernando Scheffer   | Brésil          | 1 min 47 s 35 |             |

### Swim-off
| Rang | Ligne | Nageur              | Pays     | Temps         | Commentaire |
| ---- | ----- | ------------------- | -------- | ------------- | ----------- |
| 1    | 4     | Felix Auböck        | Autriche | 1 min 46 s 30 | F           |
| 2    | 5     | Katsuhiro Matsumoto | Japon    | 1 min 46 s 37 |             |

### Finale
| Rang               | Ligne | Nageur           | Pays            | Temps         | Commentaire     |
| ------------------ | ----- | ---------------- | --------------- | ------------- | --------------- |
| Médaille d'or      | 2     | Matthew Richards | Grande-Bretagne | 1 min 44 s 30 |                 |
| Médaille d'argent  | 6     | Thomas Dean      | Grande-Bretagne | 1 min 44 s 32 |                 |
| Médaille de bronze | 3     | Hwang Sun-woo    | Corée du Sud    | 1 min 44 s 42 | Record national |
| 4                  | 4     | David Popovici   | Roumanie        | 1 min 44 s 90 |                 |
| 5                  | 5     | Luke Hobson      | États-Unis      | 1 min 45 s 09 |                 |
| 6                  | 7     | Lee Ho-joon      | Corée du Sud    | 1 min 46 s 04 |                 |
| 7                  | 1     | Kieran Smith     | États-Unis      | 1 min 46 s 10 |                 |
| 8                  | 8     | Felix Auböck     | Autriche        | 1 min 46 s 40 |                 |